# Länsväg N 879
Länsväg N 879 är en övrig länsväg i Hylte kommun i Hallands län (Småland) som går mellan tätorten Hyltebruk i Färgaryds distrikt (Färgaryds socken) och småorten Nyby i Långaryds distrikt (Långaryds socken). Vägen är tio kilometer lång och passerar bland annat byarna Nissaryd och Mjälleryd.
Vägen ansluter till:
- Länsväg N 871 (vid Hyltebruk)
- Länsväg N 873 (vid Nissaryd)
- Länsväg N 880 (vid Nyby)